# 007: Координати «Скайфолл»
«007: Координати „Скайфолл“» (англ. Skyfall) — двадцять третій фільм із кіносерії про англійського агента Джеймса Бонда, героя романів Яна Флемінга. Назву фільм отримав на честь родового маєтку Джеймса Бонда.
Прем'єра фільму (у Великій Британії, Європі та СНД) відбулася 26 жовтня 2012 року та була приурочена до 50-річчя кінобондіани. Фільм першим у франшизі про Джеймса Бонда вийшов у форматі IMAX. Фільм отримав переважно хороші відгуки критиків і продовжив загальну тематику нового Бонда, створену після перезавантаження франшизи у 2006 році. Картина, перевищивши позначку в $1 млрд, побила рекорд касових зборів серед всіх фільмів про Джеймса Бонда, і влаштувалася на 14-му рядку найкасовіших фільмів в історії кінематографа.

## Сюжет
Джеймс Бонд виконує завдання в Стамбулі, рятуючи жорсткий диск зі списком агентів британської розвідки під прикриттям. Під час сутички з найманцем Патрісом, Ів Маніпенні, напарниця Бонда, стріляє в найманця, але потрапляє в Бонда. Агент падає з моста в озеро. У МІ-6 його вважають загиблим. Найманець утікає з диском.
Через деякий час в МІ-6 дізнаються про витік інформації: хакери викладають імена в Інтернет, обіцяючи повідомляти щотижня п'ять нових імен. Під час зустрічі М і Гарета Меллорі — глави Об'єднаного розвідувального комітету — Гарет ставить під сумнів її компетентність і пропонує почесну відставку. Відразу після зустрічі в штаб-квартирі МІ-6 відбувається вибух, який призвів до численних жертв.
Раптово в Англію повертається Бонд, який, як виявилося, вижив. Аналіз ситуації показує, що, найімовірніше, за терористичними актами стоїть колишній співробітник МІ-6. Бонд отримує нове завдання.
Агент знайомиться з новим Q й отримує спорядження: спеціальний пістолет і радіопеленгатор. Бонд вирушає до Шанхаю, де вистежує Патріса й убиває його. Від Патріса слід веде до кібертерориста Рауля Сильви (справжнє ім'я Тьяго Родрігес), колишнього агента МІ-6 і давнього знайомого М.
Після успішної операції в Макао та на острові в Південно-Китайському морі Сильву вдається затримати та доправити до Лондона. Злочинцеві, проте, вдається втекти прямо зі штаб-квартири МІ-6 через підземний хід та лінії метро. Переслідуючи його, Бонд розуміє — Сильва постійно випереджає його завдяки тому, що контролює комп'ютерну мережу британської розвідки. Все, аж до полону, — елементи плану. Сильва намагається здійснити замах на життя М під час засідання парламентського комітету. Зав'язується стрілянина.
Бонд рятує М, поставивши димову завісу, простріливши вогнегасники, і відвозить її до родового маєтку Бондів у Шотландії — Скайфол. 007 просить Q залишити слід для Сильви в комп'ютерній мережі МІ-6. У маєтку Бондів Джеймс зустрічає лісничого Кінкейда, давнього друга своїх батьків. Утрьох вони готуються дати відсіч банді Сильви. Незважаючи на малу кількість зброї та вибухових речовин, їм вдається успішно відбити першу атаку. Потім з'являється сам Рауль з підкріпленням на вертольоті. Кінкейд і поранена М залишають особняк через старий підземний хід. Бонд вирушає слідом за ними та, йдучи, підриває будівлю. Практично все угруповання Сильви знищено разом з вертольотом.
Поранений Сильва наздоганяє М, яка сховалася в занедбаній церкві. В останній момент з'являється Бонд і вбиває Сільву, метнувши ніж у його спину. Від отриманих поранень М помирає в нього на руках.
Новим начальником МІ-6 призначений Гарет Меллорі. Бонд отримує нове завдання під грифом «Цілком таємно». В кінці фільму ми бачимо інтер'єр кабінету М, властивий фільмам про Бонда 1962—1989 років.

## Акторський склад
- Деніел Крейг — Джеймс Бонд
- Джуді Денч — М (Олівія Менсфілд)
- Хав'єр Бардем — Рауль Сильва
- Наомі Гарріс — Ів Маніпенні
- Ральф Файнс — Гарет Меллорі
- Бен Вішоу — Q
- Гелен Маккрорі — Клер Довар
- Альберт Фінні — Кінкейд
- Береніс Марло — Северін
- Ола Рапас — Патріс
- Рорі Кіннір — Білл Таннер
- Тоня Сотирапулу — другорядна дівчина Бонда
- Ніколас Вудесон — доктор Голл
- Майкл Дж. Вілсон — епізодична роль

## Виробництво
Режисером наступного фільму-франшизи, відразу після «Кванта милосердя», був призначений Сем Мендес, але початку виробництва довелося чекати до 2010 року. Черговий проєкт бондіани залишався тривалий час під питанням через складну фінансову ситуацію навколо MGM, яка у 2010 році оголосила про майбутнє банкрутство. Продюсери запланували, що прем'єра 23 епізоду бондіани буде приурочена до 50-річного ювілею виходу у світ першого фільму серії.
Ідею сценарію розробив Пітер Морган. Потім, ґрунтуючись на ній, сценарій почали писати Ніл Первіс і Роберт Уейд, які працювали над попередніми фільмами серії з 1999 року. Продюсери та режисер проєкту залишилися не задоволені результатом і вирішили доручити остаточне доопрацювання Джону Логану. Деніел Крейг планував, що його третій фільм в серії буде звичайною бондіаною, оскільки вважав, що попередня серія була не дуже тепло прийнята публікою. Причиною тому стала відмова продюсерів від більшості «фішок» агента 007: наприклад, споживацького ставлення до жінок, коктейлю горілка-мартіні та фрази "Бонд. Джеймс Бонд ".
Виробництво проєкту «Skyfall» стартувало 3 листопада 2011. Знімання фільму розпочали в Лондоні, на ринку Смітфілд, на Вайтгол, у будівлі MI6, на мосту Vauxhall Bridge, і потім в готелях Лондона Corinthia Hotel і Four Seasons Canary Wharf — в басейні готелю, на студії Pinewood в павільйоні «007 Stage», а також в Шотландії, Китаї (Шанхай). На мертвому острові Хасіма в Японії відбувалися фільмування лігва головного лиходія Рауля Сільва. З березня по травень 2012 року виробництво продовжили в Туреччині, в Стамбулі. За відгуком режисера картини, в ній мінімально використовували спеціальні ефекти. Деякі з трюків, зокрема в сцені поєдинку на даху поїзда, Крейг виконав самостійно, без каскадерів.
Після прем'єри стрічки режисер Сем Мендес заявив, що деякий час він вів переговори з Шоном Коннері, виконавцем ролі Бонда в першому офіційному фільмі про нього, щоб той зіграв у майбутній картині лісничого Кінкейда. Актор відмовився, пославшись на те, що не збирається повертатися в «бондіану» у другорядному образі.

## Музика
Композитором фільму став Томас Ньюман, а головною піснею — композиція «Skyfall» у виконанні британської співачки Adele.

## Продакт-плейсмент
- Класичні костюми та смокінг Джеймса Бонда від Тома Форда.
- Автомобілі: Land Rover Discovery, Land Rover Defender, Range Rover Evoque, Range Rover Vogue SE — в зніманні брали участь 2 автомобілі з номерними знаками OV60 GKY та OV60 GVE, 2 автомобілі Jaguar XJL з номерними знаками OV6I FVF та OV6I JZU, і легендарний Aston Martin DB5 з «вічним» номером BMT 2I6A та Aston Martin DBS V12 — 2013 модельного року.
- Інші автомобілі, що з'являються в кадрі, такі як Volvo, Ford, Lincoln, Mercury це, як правило, бренди що належать зараз Ford Motor Company, або продані нею пізніше 2002 року, так, як це було з Land Rover, Jaguar і Aston Martin. Оскільки контракт з продюсерами «бондіани» був підписаний у 2002 році, терміном на 15 років.
- У зніманні в Стамбулі використовували Land Rover Defender Cabrio з номером 34 AR 1597, а також в кадрі можна побачити й Audi A5.
- Годинник Джеймса Бонда Omega Seamaster Planet Ocean 600m Co-Axial Chronometer, годинники всіх інших героїв — це різні годинникові бренди, що також належать Swatch Group.
- Дія на даху поїзда відбувається на Турецькій залізниці (TCDD).
- Всі комп'ютери та ноутбуки — Sony VAIO.
- Комунікатор Бонда Sony Xperia TX.
- Вся побутова, аудіо-, відеотехніка, що з'являється в кадрі та всі електронні носії інформації від Sony.
- Замість традиційної «горілки-мартіні», Бонд п'є пиво Heineken.
- Табельна зброя Бонда, як і раніше, пістолет Walther PPK/S.
- Традиційно, сонцезахисні окуляри всіх героїв від Persol.